# Риаши, Георгий
Георгий Риаши (25 ноября 1933 года, Ливан — 28 октября 2012 года, Ливан) — первый епископ сиднейский Мелькитской католической церкви с 26 марта 1987 года по 28 июля 1995 год, архиепископ Триполи с 28 июля 1995 года по 3 марта 2010 год, член монашеского ордена мелькитских василиан.

## Биография
После окончания средней школы Георгий Риаши поступил в семинария святого Иоанна мелькитского василианского ордена, которую он закончил в 1953 года. В этом же году он вступил в монашеский орден василиан. В 1956 году принял вечные монашеские обеты. C 1958 года обучался в иезуитском университете в Бейруте. С 1958 по 1965 год изучал философию, теологию и математику. 4 апреля 1965 года Георгий Риаши был рукоположен в священника, после чего обучался в Католическом университете в Париже. Возвратившись в Ливан, преподавал в семинарии святого Иоанна в Бейруте. 1 декабря 1971 года Георгий Риаши приехал в Детройт, где работал среди эмигрантов.
26 марта 1987 года Римский папа Иоанн Павел II назначил Георгия Риаши епископом епархии Святого Михаила в Сиднее. 19 июля 1987 года состоялось рукоположение Георгия Риаши в епископа, которое совершил мелькитский патриарх Максим V Хаким в сослужении с ньютонским епископом Иосифом Элиасом Тавилом и титулярным архиепископом Апамеи Сирийской Иоанном Мансуром.
28 июля 1995 года Римский папа Иоанн Павел II назначил Георгия Риаши архиепископом Триполи.
3 марта 2010 года подал в отставку. Скончался 28 октября 2012 года.